# Sagudaci
Sagudaci – plemię słowiańskie mieszkające od VII wieku w Macedonii na południowy zachód od Tesaloniki. Sąsiadowali na północy z plemionami Strumian i Rynchynów, a na południu z Draguwitami.

## Ekspansja
Sagudaci pojawili się w Macedonii na początku VII wieku w ramach wielkiego exodusu sklawińskiego na ziemie Cesarstwa Bizantyjskiego, wypierając miejscową ludność grecką na tereny górskie w centrum półwyspu i do miast przybrzeżnych. Opanowali ziemie położone w południowej Macedonii na południowy zachód od Tesaloniki. Na zajętych terenach nie stworzyli własnego organizmu politycznego, żyjąc w ramach luźnych struktur plemiennych doraźnie łącząc się w większe związki plemienne. W 615 roku spustoszyli wspólnie z Draguwitami, Rynchynami, Welegezytami, Wajunitami i Brsjakami rozległe obszary Iliricum. Ludność miejscowa, której udało się uniknąć śmierci, schroniła się w miastach na wybrzeżu. Po dwuletnich przygotowaniach połączone plemiona obległy w 616 roku pod wodzą Hacona Tesalonikę, drugie pod względem wielkości miasto cesarstwa. Oblegający tak dalece byli przekonaniu o powodzeniu przedsięwzięcia że zabrali ze sobą rodziny i wszystkie sprzęty, żeby po zdobyciu Tesaloniki osiedlić się w jej murach.
Chcieli zgodnie uderzyć na wymienione przez nas, miłe Chrystusowi, miasto i ograbić je jak pozostałe. W tej sprawie byli zgodni, więc wykonawszy mnóstwo łodzi wydrążonych z jednego pnia, rozłożyli się obozem w pobliżu morza, pozostałe zaś mrowie osaczyło miasto strzeżone przez Boga, ze wszystkich stron: od wschodu, północy i zachodu. Mieli ze sobą na lądzie rodziny i sprzęt domowy, obiecali obsadzić je bowiem w mieście po jego zdobyciu.
Wódz Hacon został schwytany w trakcie trwania oblężenia i stracony. W 618 roku ponownie połączone siły słowiańskie pojawiły się pod murami Tesaloniki, tym razem wspólnie z Awarami. Oblężenie trwało 33 dni i również zakończyło się niepowodzeniem. W 626 roku Sagudaci wzięli najprawdopodobniej udział w wielkim awarsko-słowiańskim oblężeniu Konstantynopola, zakończonym klęską słowiańskiej flotylli łódek jednodrzewek w bitwie w zatoce Złotego Rogu, konfliktem pomiędzy Słowianami a Awarami i odstąpieniem najpierw Słowian, a potem Awarów od oblężenia. Kolejne informacje o Sagudatach pochodzą z lat 70. VII wieku. W 670 roku utworzyli wspólnie z Rynchynów i Strumian związek wojskowy mający na celu zdobycie Tesaloniki. Inicjatorem przedsięwzięcia był wódz Rynchynów Prebąd, który osobiście zajął się przygotowaniami do zdobycia miasta. W trakcie pobytu w Tesalonice został uwięziony przez władze bizantyńskie i odesłany w kajdanach do Konstantynopola. Schwytany w czasie próby ucieczki został stracony jesienią 674 roku. Oburzeni egzekucją swego wodza związkowcy oblegli Tesalonikę. Udało im się nakłonić do przystąpienia do oblężenia Draguwitów. Natomiast Welegezyci stanęli po stronie Greków. Przed decydującym szturmem z akcji wycofali się też Strumianie. Oblężenie zakończyło się niepowodzeniem. Ostatnim wspólnym przedsięwzięciem związku była nieudana próba zdobycia Tesaloniki w 677 roku.

## Stopniowe uzależnienie od Bizancjum
Pod koniec VII wieku do kontrofensywy przeszli cesarze bizantyńscy. Na przełomie 688/9 cesarz Justynian II przedarł się z armią do Tesaloniki i uprowadził sporą liczbę Słowian z okolic miasta, a więc zapewne również Sagudatów. Jeńcy zostali osiedleni w Azji Mniejszej. W 758/9 ziemie macedońskich Słowian najechał cesarz Konstantyn VII, w odwecie Słowianie dokonali wypraw rabunkowych i grabieżczych na wyspy Morza Egejskiego. W 769 roku cesarz wykupił 2500 jeńców, mieszkańców wysp greckich: Imbros, Tenedos i Samotraki. W 783 roku wyprawa cesarzowej Ireny dotarła przez tereny Sagudatów na Peloponez. Pod koniec VIII wieku po raz pierwszy w źródłach greckich pojawia się nazwa temu Macedonia, choć trudno stwierdzić, jaki był zakres władzy bizantyńskiej nad mieszkającymi w Macedonii plemionami słowiańskimi. O stopniu zeslawizowania tych ziem w IX wieku świadczy historia braci Cyryla i Metodego, którzy z racji mieszkania w Tesalonice znali płynnie język słowiański. W latach 821–823 i 836-837 Słowianie macedońscy wzięli udział w buntach przeciw Bizancjum krwawo tłumionych. W 904 roku ziemie Sagudatów znalazły się w granicach Bułgarii Symeona I. Po upadku Bułgarii pod koniec X wieku zostały ostatecznie włączone do cesarstwa i znalazły się w temie Strymonu.